# Bruno Lucander
Bruno Otto Lucander, född 5 april 1882 i Helsingfors, död 10 augusti 1929, var en finländsk företagsledare.
Lucander är mest känd för att han 1923 grundade flygbolaget Aero Oy (sedermera Finnair), vilket inledde den civila linjeflygtrafiken i Finland 1924.